# Causse Noir et ses corniches
Causse Noir et ses corniches este o arie protejată (sit de importanță comunitară — SCI) din Franța întinsă pe o suprafață de 13.990 ha, integral pe uscat.

## Localizare
Centrul sitului Causse Noir et ses corniches este situat la coordonatele 44°09′40″N 3°14′14″E / 44.16111°N 3.23722°E.

## Înființare
Situl Causse Noir et ses corniches a fost declarat arie specială de conservare în baza directivei 92/43 din 1992 referitoare la conservarea habitatelor naturale și a faunei și florei sălbatice pentru a proteja 1 specie de plante și 10 specii de animale.

## Biodiversitate
Situată în ecoregiunea mediteraneană, aria protejată conține 16 habitate naturale: Pseudostepă cu ierburi și specii anuale de Thero-Brachypodietea, Mlaștini alcaline, Pante stâncoase calcaroase cu vegetație casmofită, Peșteri inaccesibile publicului, Pajiști cu Molinia pe soluri calcaroase, turboase sau argilos-nămoloase (Molinion caeruleae), Izvoare petrifiante cu formare de travertin (Cratoneurion), Pajiști carstice calcaroase sau bazofile, de Alysso-Sedion albi, Păduri pe pante, grohotișuri și ravene de Tilio-Acerion, Liziere de ierburi înalte hidrofile de câmpie și de nivel montan până la alpin, Grohotișuri termofile și vest-mediteraneene, Fânețe de joasă altitudine (Alopecurus pratensis, Sanguisorba officinalis), Ape puternic oligomezotrofe cu vegetație bentonică cu Chara spp., Formațiuni stabile xerotermofile de Buxus sempervirens pe pante stâncoase (Berberidion p.p.), Păduri de fag din Europa Centrală dezvoltate pe sol calcaros cu Cephalanthero-Fagion, Matorral arborescenți cu Juniperus spp., Pajiști uscate seminaturale și facies de acoperire cu tufișuri pe substraturi calcaroase (Festuco-Brometalia) (* situri importante pentru orhidee).
La baza desemnării sitului se află mai multe specii protejate:
- plante (1): papucul doamnei (Cypripedium calceolus)
- mamifere (7): liliac cârn (Barbastella barbastellus), liliac cu aripi lungi (Miniopterus schreibersii), liliac cu urechi mari (Myotis bechsteinii), liliac cărămiziu (Myotis emarginatus), liliac comun (Myotis myotis), liliacul mare cu potcoavă (Rhinolophus ferrumequinum), liliacul mic cu potcoavă (Rhinolophus hipposideros)
- nevertebrate (3): croitorul mare al stejarului (Cerambyx cerdo), fluturele auriu (Euphydryas aurinia), Rosalia alpina